# Johann Baptist Obernetter

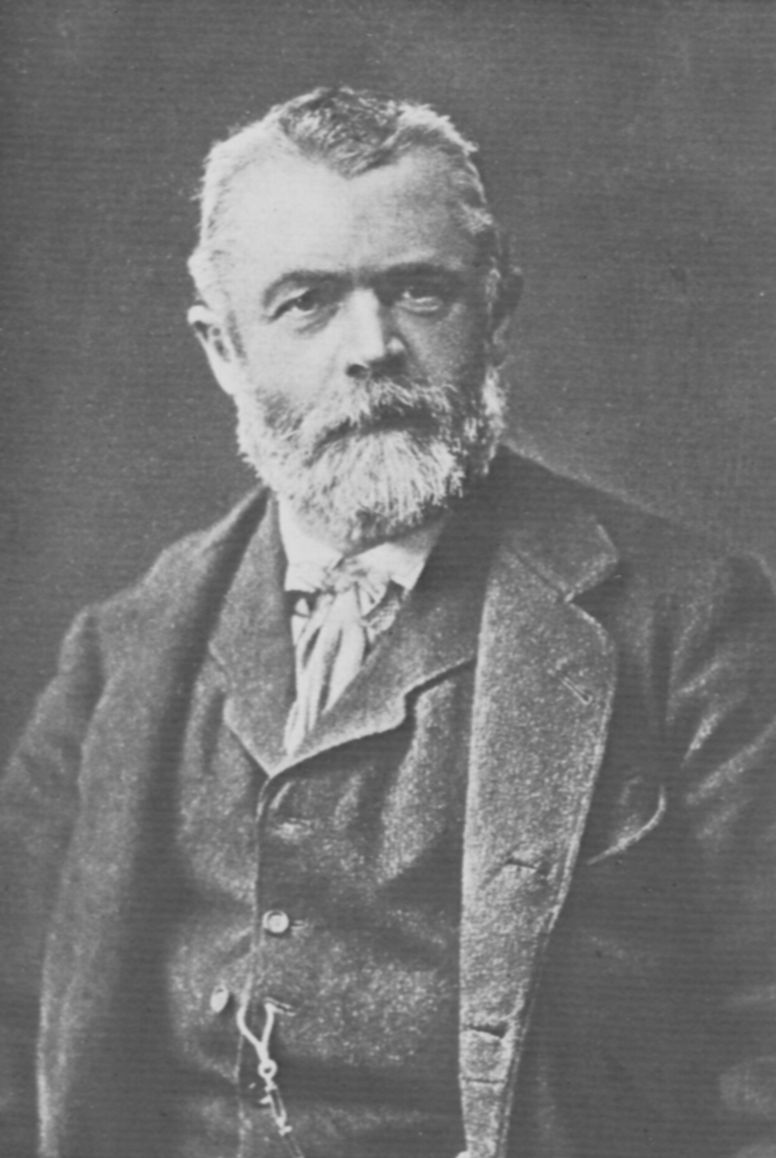
Johann Baptist Obernetter

Johann Baptist Obernetter (* 31. Mai 1840 in München; † 12. April 1887 ebenda) war ein deutscher Chemiker, Fotochemiker und Drucker. Er gilt als Erfinder des Lichtdrucks.

## Leben
Johann Baptist Obernetter studierte Chemie an der Universität Leipzig, an der Universität Heidelberg und an der Universität München. Dort wurde er Assistent bei Justus von Liebig. 1860 trat er als Chemiker in das Münchener Atelier von Joseph Albert ein und erfand ein Verfahren zum Einbrennen von Photographien auf Porzellan, Email und Glas, sowie 1868 das Kollodiumpapier.
1869 gründete Obernetter sein eigenes Unternehmen. Er wandte sich dem Lichtdruck zu und gab ihm die Gestalt, die unter dem Namen Albertotypie zur Ausführung gelangte. Später verbesserte er den Lichtdruck wesentlich durch das Einstäubungsverfahren mittels Graphit. 1873 beschäftigte er 22 Mitarbeiter, betrieb 10 Druckpressen und stellte Collodiumpapier her.

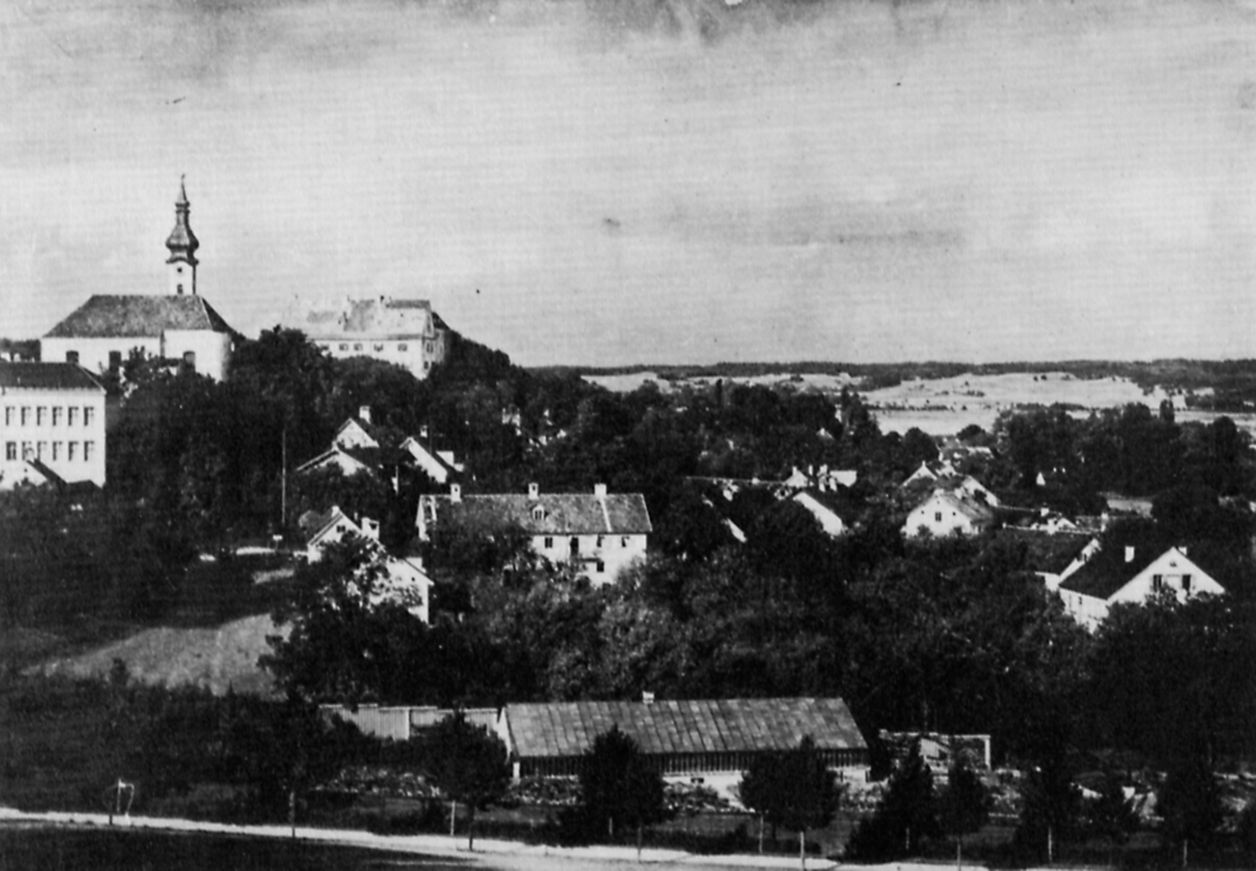
Aufnahme von Obernetter auf farbenempfindlicher Azalinerythrosinplatte; Bild zeigt Starnberg, 1884

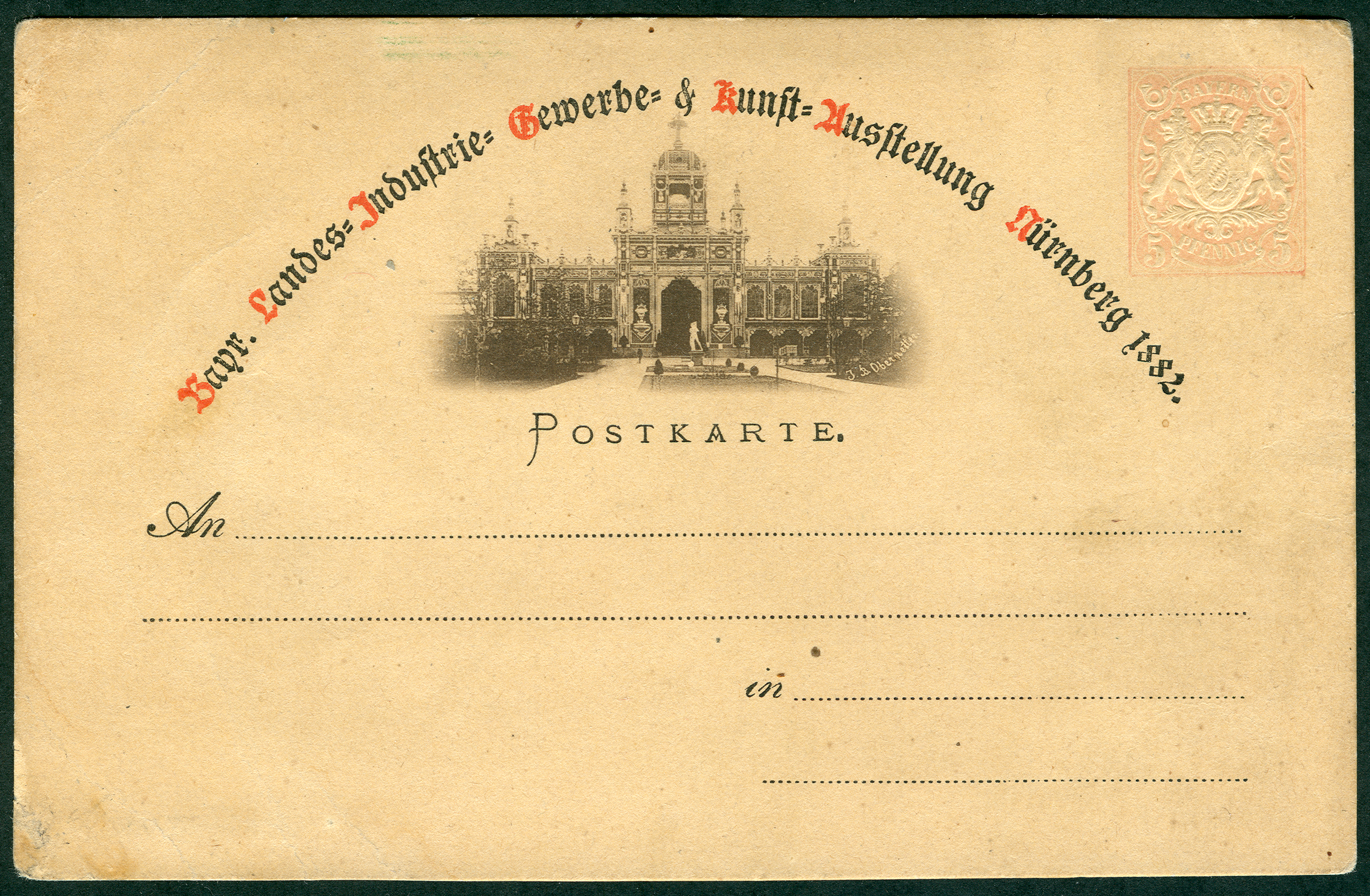
Frühe Bildpostkarte mit Lichtdruck eines Fotos von der Ersten Bayerischen Landesausstellung;
1882 in Nürnberg, signiert J. B. Obernetter

1880 bis 1882 beschäftigte sich Obernetter mit der Verbesserung der Trockenplatten und mit dem Farbenlichtdruck, auch erfand er ein Verfahren, von einem Negativ in der Kamera selbst ein beliebig großes zweites Negativ direkt mittels Entwicklung herzustellen. 1884 erfand er ein neues Verfahren der Photogravüre, das den Vorteil einer wirklichen Faksimilewiedergabe ohne Retusche gewährte. Mit dem Fotochemiker Hermann Wilhelm Vogel arbeitete er an orthochromatischen Prozessen, die Bilder farbiger Gegenstände in richtigem Tonwert lieferten, und gelangte hierbei zu den Eosin- und Erythrosin-Silberplatten.
Obernetter betätigte sich auch als Foto-Verleger: Im Jahr 1871 erschien bei Obernetter eine Mappe mit 30 Fotografien des königlich preußischen Feld-Photographie-Detachements aus dem deutsch-französischen Krieg von 1870/71 unter dem Titel „Bilder aus dem Kriegsleben vor Paris und Strassburg während des Feldzuges 1870/71“. (Nach der Natur photographisch aufgenommen vom königl. preussischen Feld-Photographie-Detachement, vervielfältigt in unveränderlichem Pressendruck (Lichtdruck) und verlegt von J. B. Obernetter in München. B. Straßburg).
Johann Obernetter starb 1887 im Alter von 46 Jahren in München.

## Grabstätte

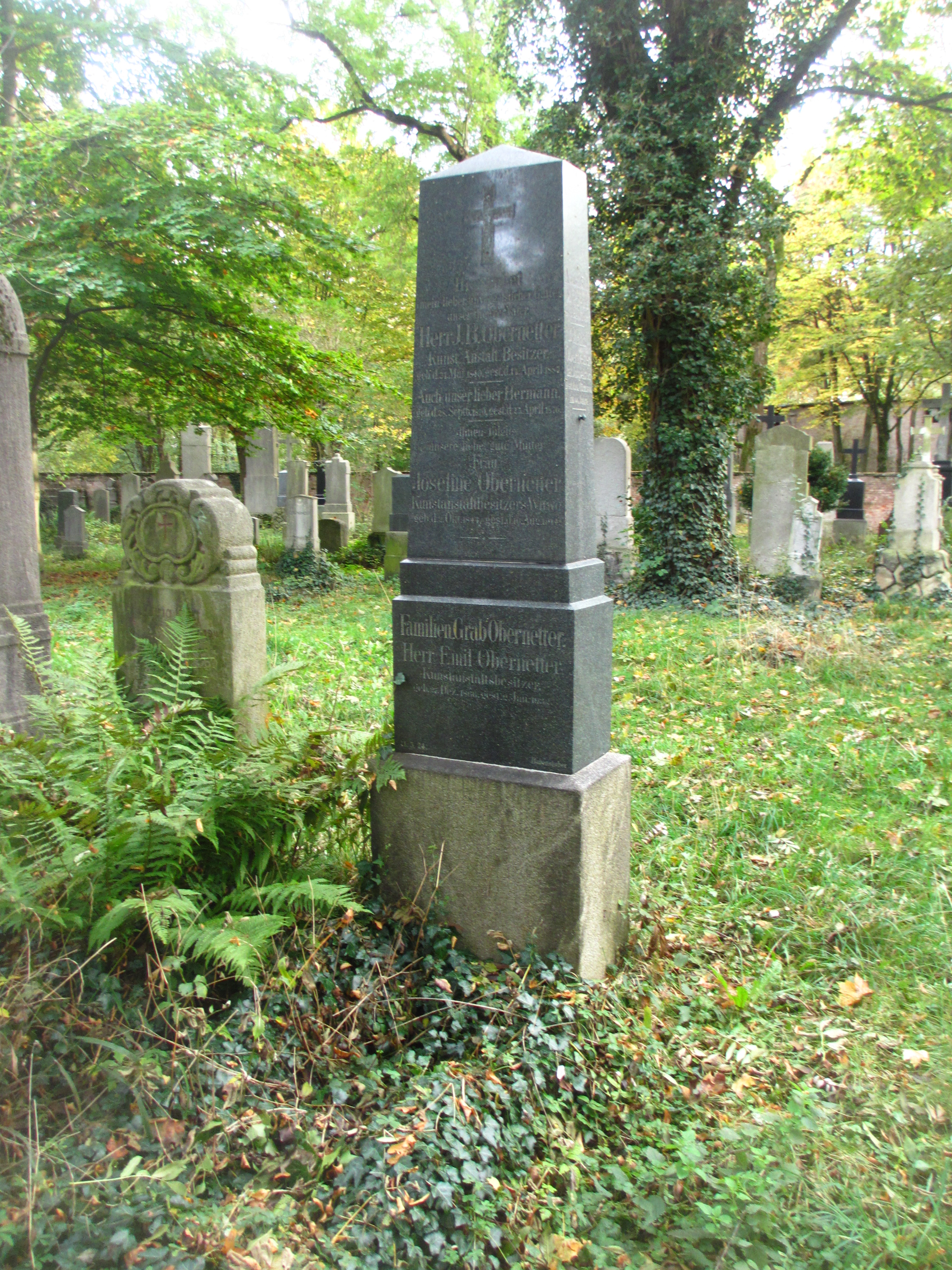
Grab von Johann Obernetter auf dem Alten Südlichen Friedhof in München

Die Grabstätte von Johann Obernetter befindet sich auf dem Alten Südlichen Friedhof in München (Gräberfeld 21 – Reihe 3 – Platz 23) Standort.
In dem Grab liegen auch:
- Johann Obernetters Vater Johann Obernetter (* 1800; † 26. März 1866)[6]
- Johann Obernetters Ehefrau Josefine Obernetter (* 2. Oktober 1844; † 10. August 1914)
- Johann Obernetters Sohn Emil Obernetter (* 27. Dezember 1866; † 2. Januar 1932)

## Werke und Entwicklungen
- Johann Baptist Obernetter: Über photographische Copirmethoden ohne Silbersalze. In: Polytechnisches Journal. 172, 1864, S. 135–139.
- Obernetter’s Emailverfahren. In: Photographisches Archiv, 1865, Band 6, S. 382–383; Theobald Grieben, Berlin.
- Obernetter’s Glasdruck. In: Photographisches Archiv, 1869, Band 10, S. 265–266; Theobald Grieben, Berlin.